# 紐堡鎮區 (愛荷華州米切爾縣)
紐堡鎮區（英語：Newburg Township）是位於美國愛荷華州米切爾縣的一個行政鎮區。

## 地方資料
根據2010年美國人口普查的數據，紐堡鎮區的面積為69.63平方千米，當中陸地面積為69.57平方千米，而水域面積為0.06平方千米。當地共有人口408人，而人口密度為每平方千米5.86人。